# Ute Freudenberg
Ute Freudenberg (Weimar, 12 gennaio 1956) è una cantante tedesca, annoverata tra le interpreti di maggiore successo dell'ex-Repubblica Democratica Tedesca tra gli anni settanta e la prima metà degli anni ottanta  e poi della Germania.
Ex-componente degli Elefant (gruppo musicale attivo tra la metà degli anni settanta e la metà degli anni ottanta), da solista ha pubblicato circa una quindicina di album, a partire dalla metà degli anni novanta.

## Biografia

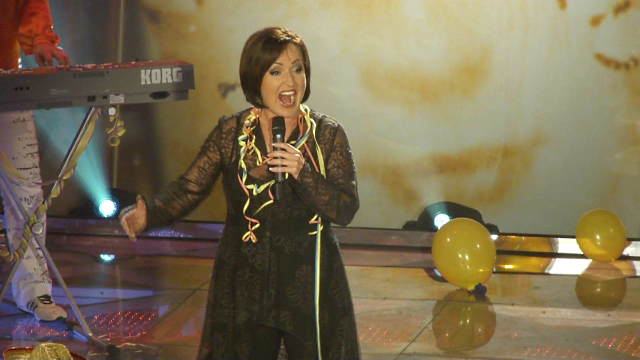
Ute Freudenberg in un'esibizione del 2010

Ute Freudenberg nasce a Schöndorf, nei pressi di Weimar, nell'ex-Repubblica Democratica Tedesca il 12 gennaio 1956.
Viene scoperta a 15 anni da Heiner Kusch in un campeggio estivo di Straußberg. In seguito, nel 1975, vince il premio come miglior artista emergente della DDR agli Chansontagen.
Nel 1976 è tra le fondatrici del gruppo musicale Elefant, gruppo che rimane attivo fino al 1984.
Nel 1980, dopo essersi trasferita a Berlino Est, pubblica assieme al suo gruppo il primo album, che esce su etichetta Amiga.. Le sue performance canore con gli Elefant (tra cui figura la hit Jugendliebe) le valgono per quattro volte, tra il 1980 e il 1984, il titolo di cantante preferita della Germania Est.
Dopo lo scioglimento del gruppo nel 1984, sposa lo stuntman Peter Pieper e si trasferisce definitivamente nella Germania Ovest, segnatamente a Düsseldorf.
Nel 1988, incide con il nome d'arte di Heather Jones il brano This Was the Last Time, che funge da sigla di un episodio della serie televisiva Tatort e nel 1990, incide il brano Ein Tag wie heut', cover di One Moment in Time di Whitney Houston.
Nel 1994, pubblica il suo primo album da solista, intitolato Und da fragst du noch?.
Nel 1996, in occasione dei venticinque anni di carriera, tiene un concerto di gala assieme ad altri artisti e conduce la trasmissione televisiva Ich liebe jede Stunde. Due anni dopo, viene premiata con la Goldene Henne.
In seguito, collabora con Christian Lais, assieme al quale incide quattro album tra il 2011 e 2017.
Sempre assieme a Christian Lais, incide nel 2011 il brano Auf den Dächern von Berlin, che raggiunge il primo posto delle classifiche tra i singoli Schlager. L'anno seguente, in occasione del quarentannale della propria carriera, pubblica la propria autobiografia (scritta in collaborazione con Christine Dähn), intitolata Jugendliebe - Die Biografie.

## Discografia

### Album
- 1994 – Und da fragst du noch?
- 1997 – Land in Sicht
- 1999 – Jubilee
- 2000 – Träumerland
- 2002 – Ich hab' noch lange nicht genug
- 2003 – Im Namen der Liebe
- 2006 – Puppenspieler
- 2009 – Das ist Leben
- 2011 – Ungeteilt (con Christian Lais)
- 2012 – Willkommen im Leben
- 2013 – Spuren von uns (con Christian Lais)
- 2015 – Alles okay
- 2016 – Lebenslinien (con Christian Lais)
- 2017 – Best Of (con Christian Lais)
- 2019 – Ich weiß wie Leben geht

## Programmi televisivi
- 1996: Ich liebe jede Stunde (conduttrice)

## Opere letterarie
- 2012: Jugendliebe - Die Biografie (autobiografia)

## Premi e riconoscimenti (lista parziale)
- 1988: Goldene Henne[2][3][4]
- 2006: Premio Herbert Roth[4]